# Kulen Vakuf

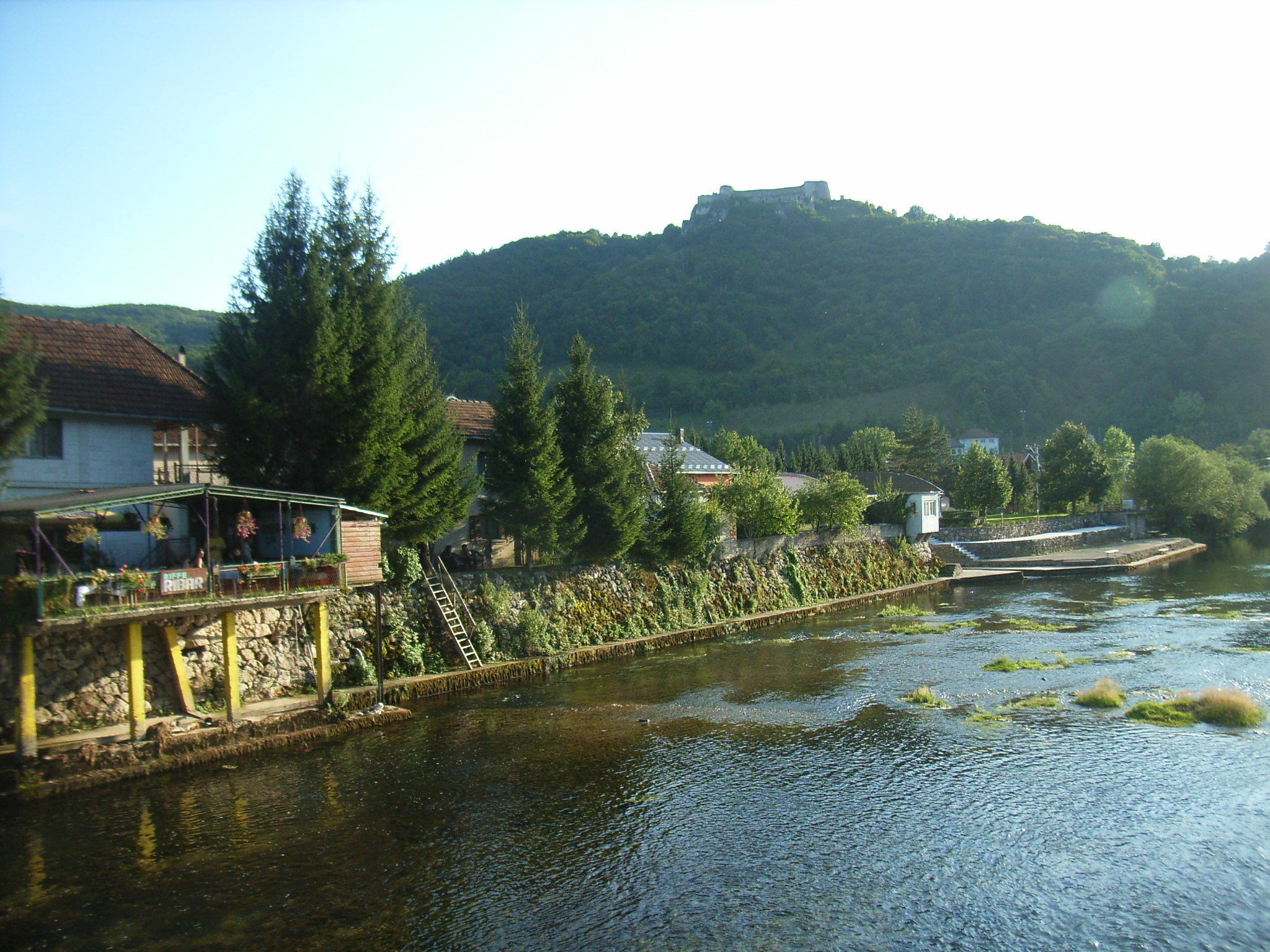
Die Una und die Ruine Ostrovica bei Kulen Vakuf im Hintergrund

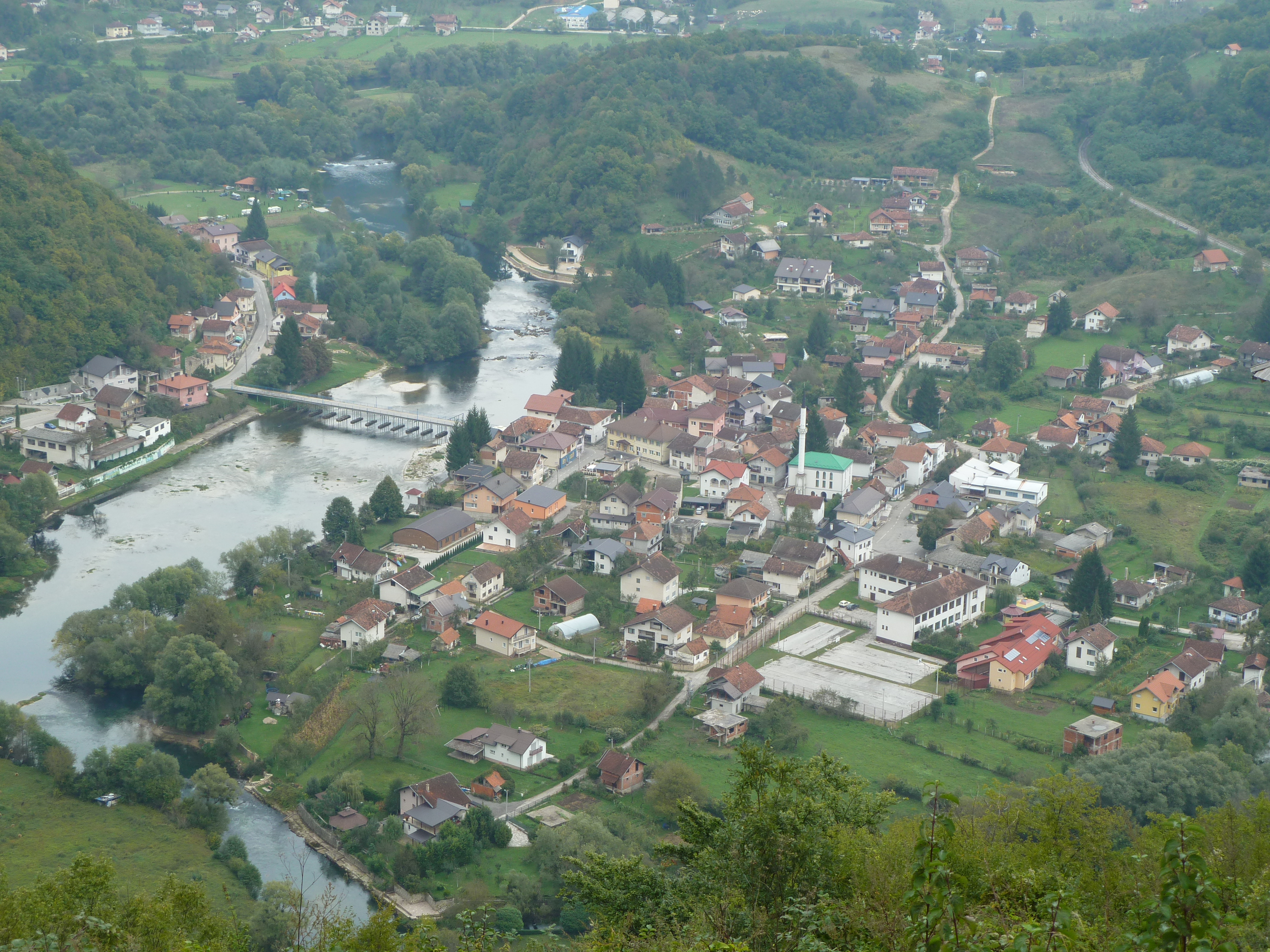
Ortsansicht

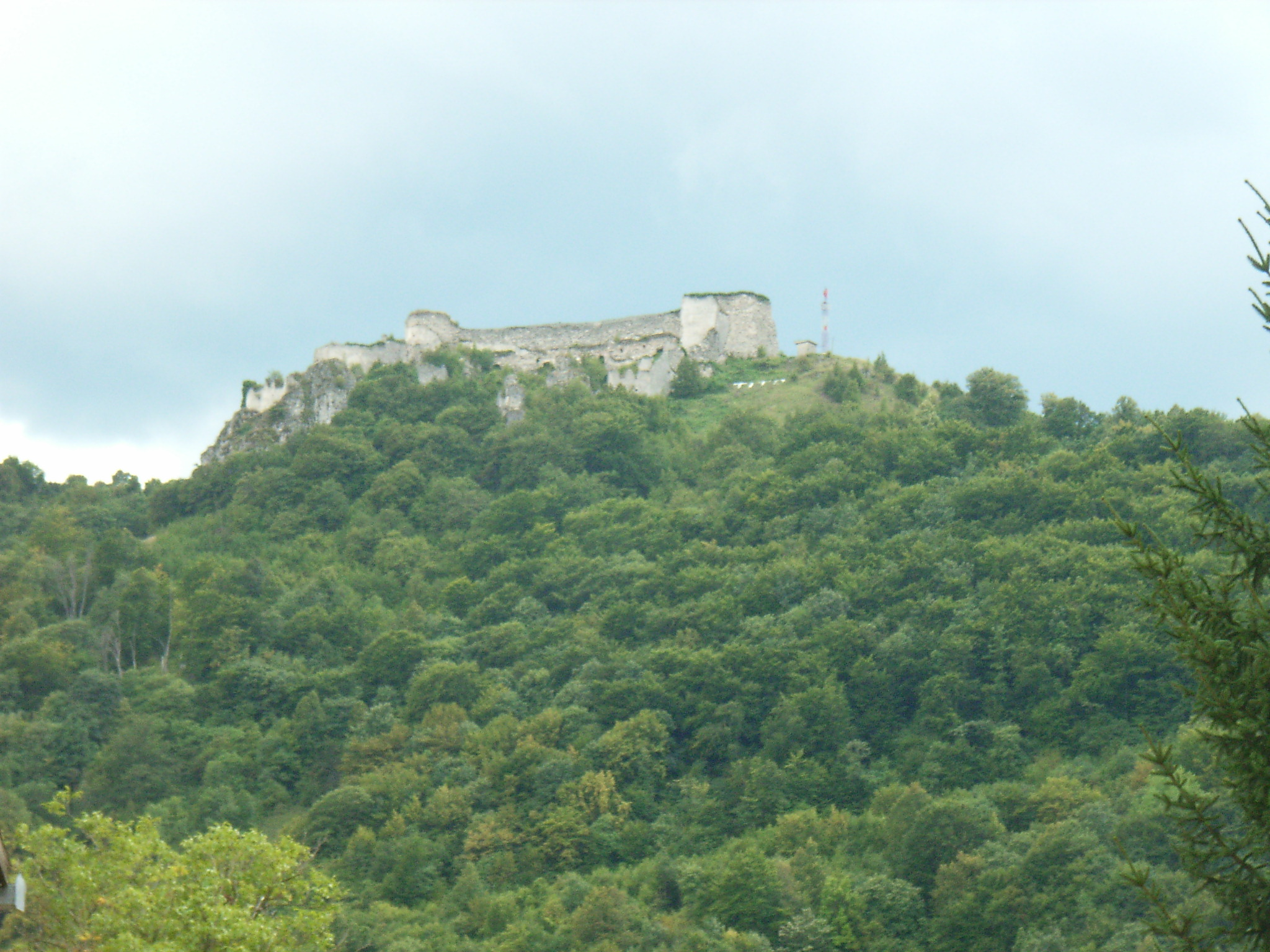
Die Burgruine mit dem TITO-Schriftzug

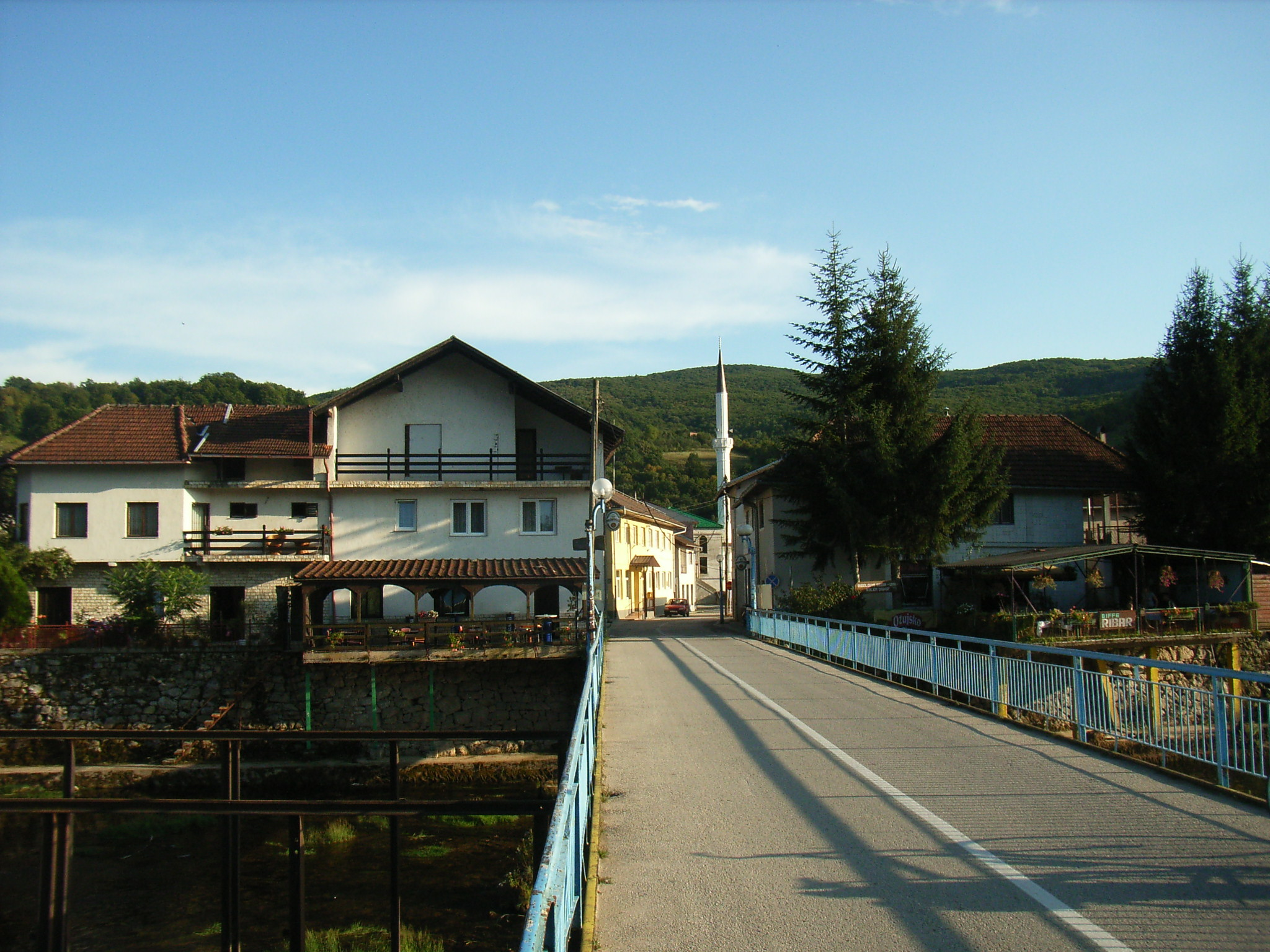
Die Brücke über die Una

Kulen Vakuf (früher auch Novoselo) ist ein zur Verbandsgemeinde Bihać gehöriger Ort in Bosnien und Herzegowina. Es liegt im Nordwesten des Landes im Kanton Una-Sana der Föderation Bosnien und Herzegowina, nahe der kroatischen Grenze.
Der Namensteil Vakuf stammt vom arabischen Waqf. Dabei handelte es sich um von Privatleuten finanzierte Stiftungen. Die ursprüngliche Bedeutung des Wortes Kulen ist unklar.

## Geografie
Der Ort befindet sich etwa 3 km von der Grenze entfernt in einem kleinen, zum Tal der Una gehörigen Becken. Die den Ort umgebenden Berge erheben sich auf beiden Seiten bis auf mehr als 1100 m. Der größte Teil des Ortes (u. a. das Zentrum) liegt auf dem linken Ufer, also südlich des Flusses. Kulen Vakuf liegt etwa 40 km südöstlich von Bihać und 20 km westlich von Bosanski Petrovac.

## Geschichte
Bereits in der Bronzezeit war die Gegend um Kulen Vakuf besiedelt. Das belegen Grabfunde aus dieser Zeit. In römischer Zeit wurde der Ort als Cleuna bezeichnet. Durch seine Lage an der Militärgrenze und am Übergang über die Una hatte Kulen Vakuf zur Zeit der osmanischen Herrschaft über Bosnien eine große strategische Bedeutung. Am 19. Mai 1835 fand ein Gefecht zwischen osmanischen und österreichischen Truppen statt. Im Jahre 1878 brannte der Ort mehrmals in den Kämpfen um die Okkupation des Landes durch Österreich-Ungarn nieder. Im September 1941 kam es in Kulen Vakuf zu einem als Rache für Gewalttaten der Ustascha verübten Massaker an einheimischen Muslimen durch Einheiten der Tschetniks. Dabei wurden über 1000 Menschen ermordet.

### Bosnienkrieg
Am 29. Oktober 1994 drangen bosniakische Kräfte unter General Dudaković nach Kulen Vakuf vor. Doch bereits am 6. November konnten die Serben den Ort zurückerobern. Während der serbischen Besetzung wurde der Ort Srbobran genannt, um den ursprünglichen türkischen Namen zu vermeiden. In der letzten größeren Operation der ARBiH wurde Kulen Vakuf am 14. September 1995 zurückerobert. Mit dem Dayton-Vertrag kam es zur Föderation Bosnien und Herzegowina.

## Kultur und Sehenswürdigkeiten
Über dem Ort thront die Burgruine Ostrovica (von slaw. ostr für „scharf“ oder „spitz“), welche eine der größten Festungsanlagen in der Region darstellt. Charakteristisch für den Ort selbst sind die auf Pfählen über der Una ruhenden Terrassen der Häuser am Ufer. Ähnliches findet sich auch in Bihać und Bosanska Krupa. In der Ortsmitte befindet sich die Moschee.

## Bevölkerung
Bei der Volkszählung 1991 bezeichneten sich 770 von 1063 Einwohnern (72,4 %) als Bosniaken, 182 (17,1 %) als Serben, 99 (9,3 %) als Jugoslawen und 12 (1,1 %) als Angehörige anderer Volksgruppen. Zur Volkszählung 2013 hatte Kulen Vakuf nur noch 487 Einwohner.

## Wirtschaft
Kulen Vakuf ist das bescheidene Tourismuszentrum an der oberen Una. Der Großteil der einheimischen und internationalen Gäste, die zum Wassersport oder Fliegenfischen in die Region kommen, übernachtet hier.

### Verkehr
Eine asphaltierte Straße führt in nördlicher Richtung über Orašac zur Magistralstraße 5 nach Bihać.
Eine mittlerweile (Stand 2024) nahezu durchgehend asphaltierte Straße verläuft zum 10 km südlich gelegenen Ort Martin Brod am Eingang der Unac-Schlucht.
Der Ort hat einen Bahnhof an der Una-Bahn; es findet jedoch keinerlei Zugverkehr statt (Stand: 2024).